# Pseudópodo
Un pseudópodo o seudópodo (del griego ψευδός, pseudós, «falso» y πούς, poús, «pie») es una prolongación del citoplasma de algunos organismos unicelulares tales como las amebas, que los utilizan para alimentarse o desplazarse.
Los pseudópodos se extienden y se contraen mediante el ensamblado reversible de subunidades de actina en microfilamentos. Cuando los filamentos se extienden cerca de la superficie de la célula empujan a la membrana plasmática y producen un abultamiento que es rellenado por el citoplasma. Los filamentos de actina se contraen por su interacción con coluculan de miosina, lo que provoca una vaginacion 

## Funciones
- Locomoción. Los seudópodos constituyen uno de los tres modos de la locomoción de los organismos unicelulares (junto con flagelos y cilios). Muchas amebas se mueven generando un gran pseudópodo en la parte delantera de la célula, a la vez que el citoplasma se retrae por la parte posterior. El proceso se repite sucesivamente y la ameba avanza. Otras amebas extienden y contraen varios pequeños seudópodos que en contacto con el sustrato permiten que el organismo se desplace «caminando».
- Alimentación. Los seudópodos pueden rodear el alimento hasta encerrarlo en una vacuola (fagocitosis). Cuando los filamentos se contraen, provocan una invaginación de la membrana plasmática y una depresión en el citoplasma que el organismo puede utilizar para englobar a las partículas de alimento. La fagocitosis se presenta en diversos grupos de protistas, pero también en algunas células de organismos pluricelulares, como los fagocitos presentes en la sangre y otros tejidos animales.

## Clasificación según su morfología
Los pseudópodos pueden ser de varios tipos según su aspecto:
- Lobopodios o lamelipodios: gruesos, cortos y con extremos redondeados, típicos de Amoebozoa.

- Filopodios: más finos y con los extremos terminados en punta, consistiendo principalmente en ectoplasma. Estas formaciones se apoyan en microfilamentos.
- Reticulopodios: también conocidos como seudópodos reticulados, en donde los finos seudópodos individuales se amontonan entre sí y forman una red irregular en el exterior del protozoo. Se presentan, por ejemplo, en cloraracniofitas y foraminíferos.
- Axopodios: son seudópodos rígidos, finos y largos. Están sostenidos interiormente por una varilla axial (que recorre el largo del seudópodo) formada por complejos grupos de microtúbulos y envuelta por el citoplasma. Se observan en radiolarios y en heliozoos.

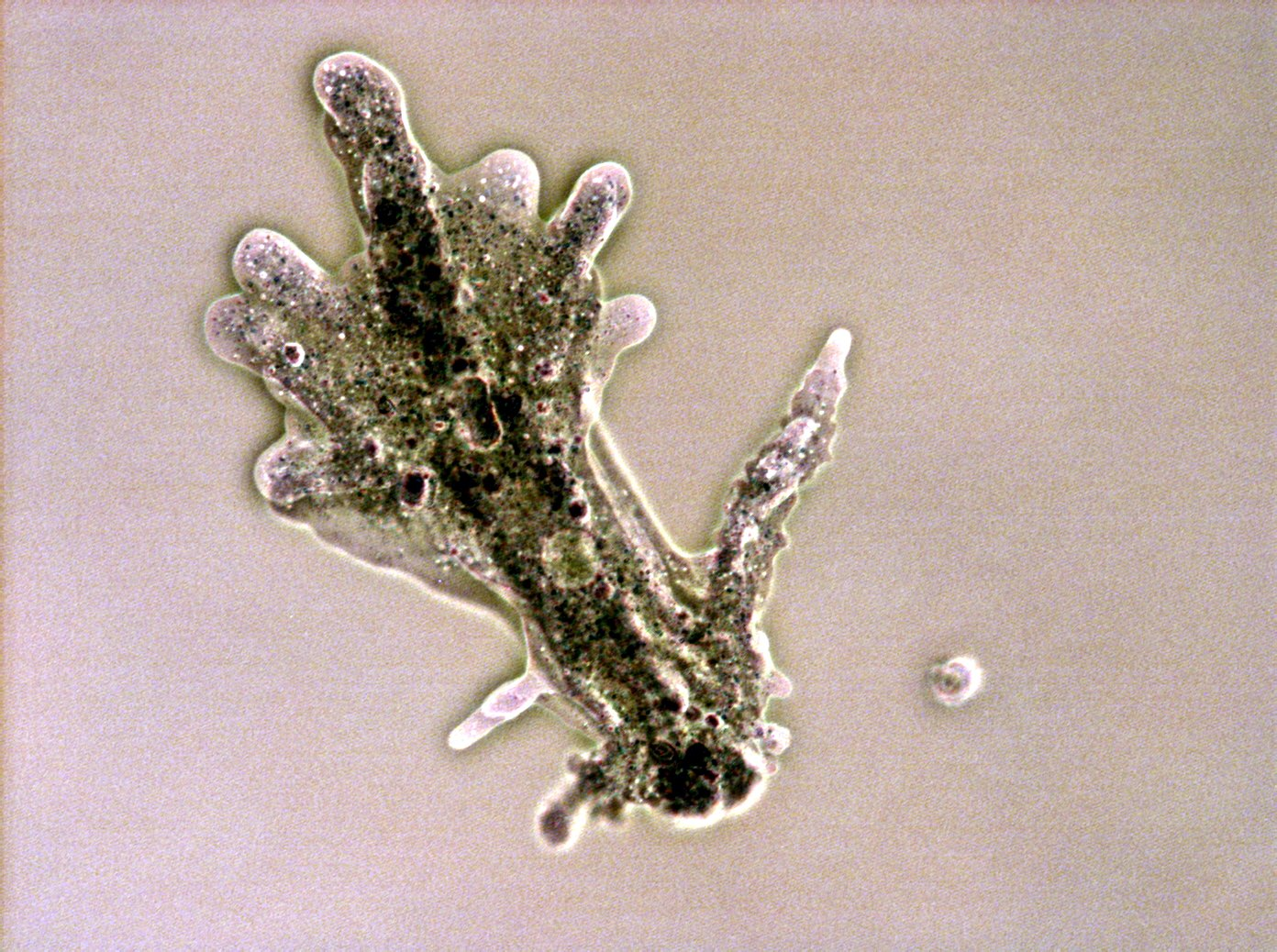
Lobopodios en una ameba
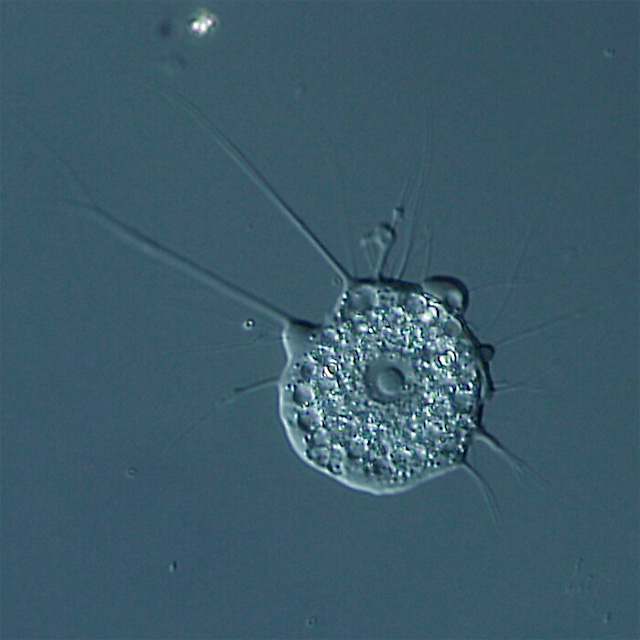
Filopodios en un nucleárido
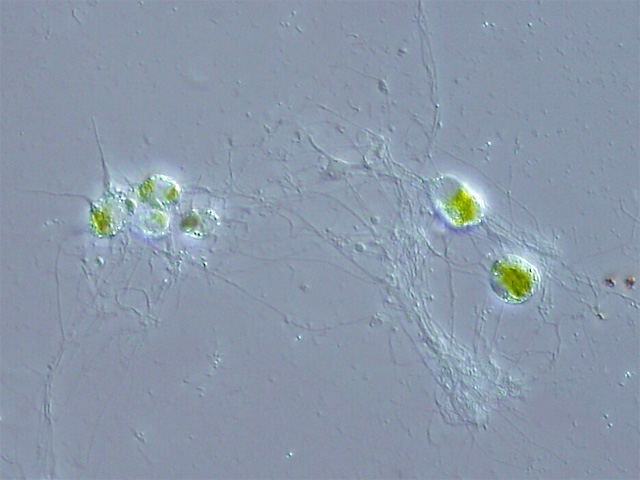
Reticulopodios en una cloraracniofita
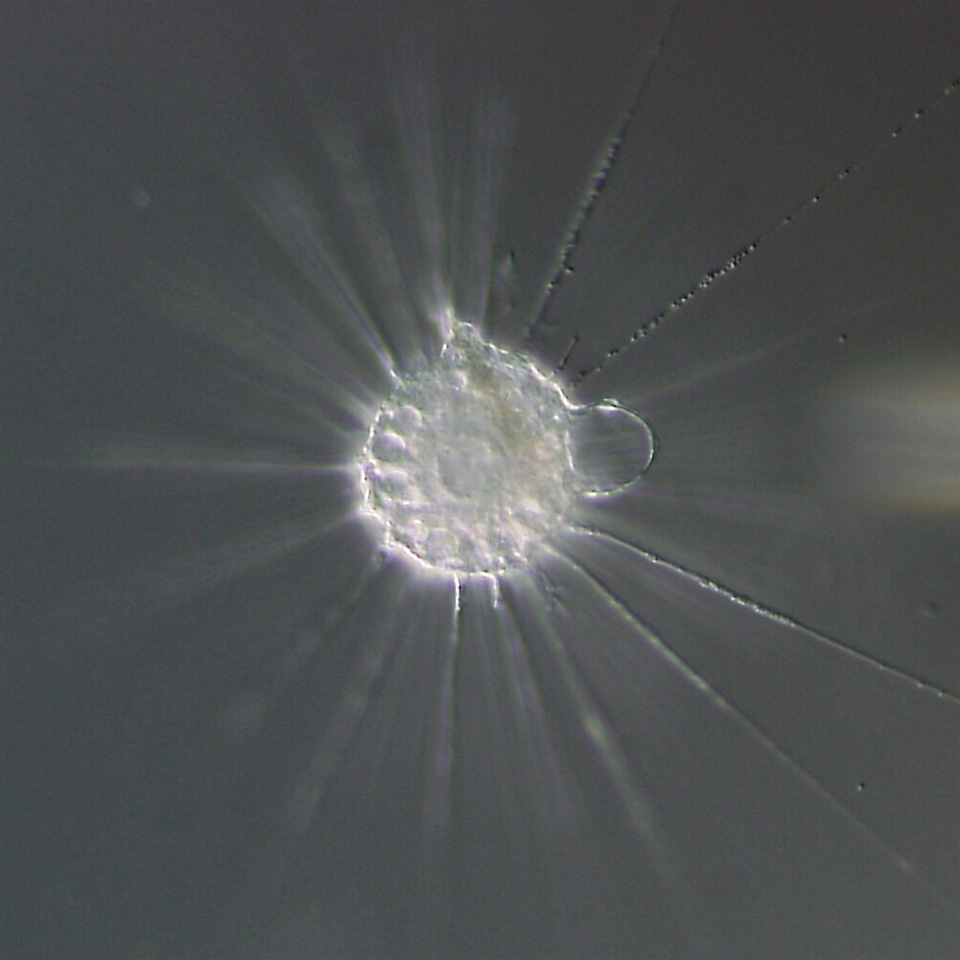
Axopodios en un heliozoo
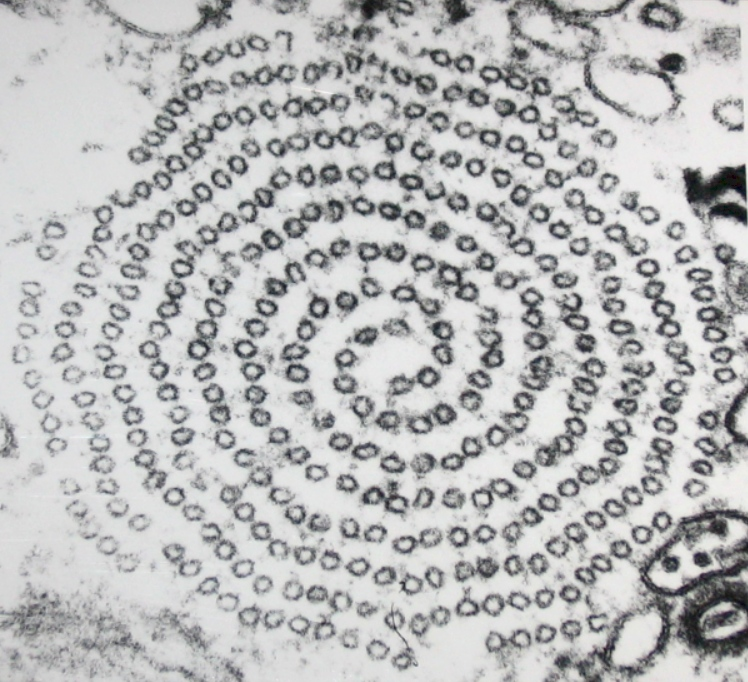
Sección de un axopodio mostrando los microtúbulos

Adicionalmente, se distinguen tres tipos particulares de los anteriores.
- Lamelipodio: es un lobopodio plano (laminar).
- Granulorreticulopodio: es un reticulopodio que contiene gránulos en su citoplasma.
- Subseudópodos: son pequeños pseudópodos que se originan en la superficie de un pseudópodo mayor.

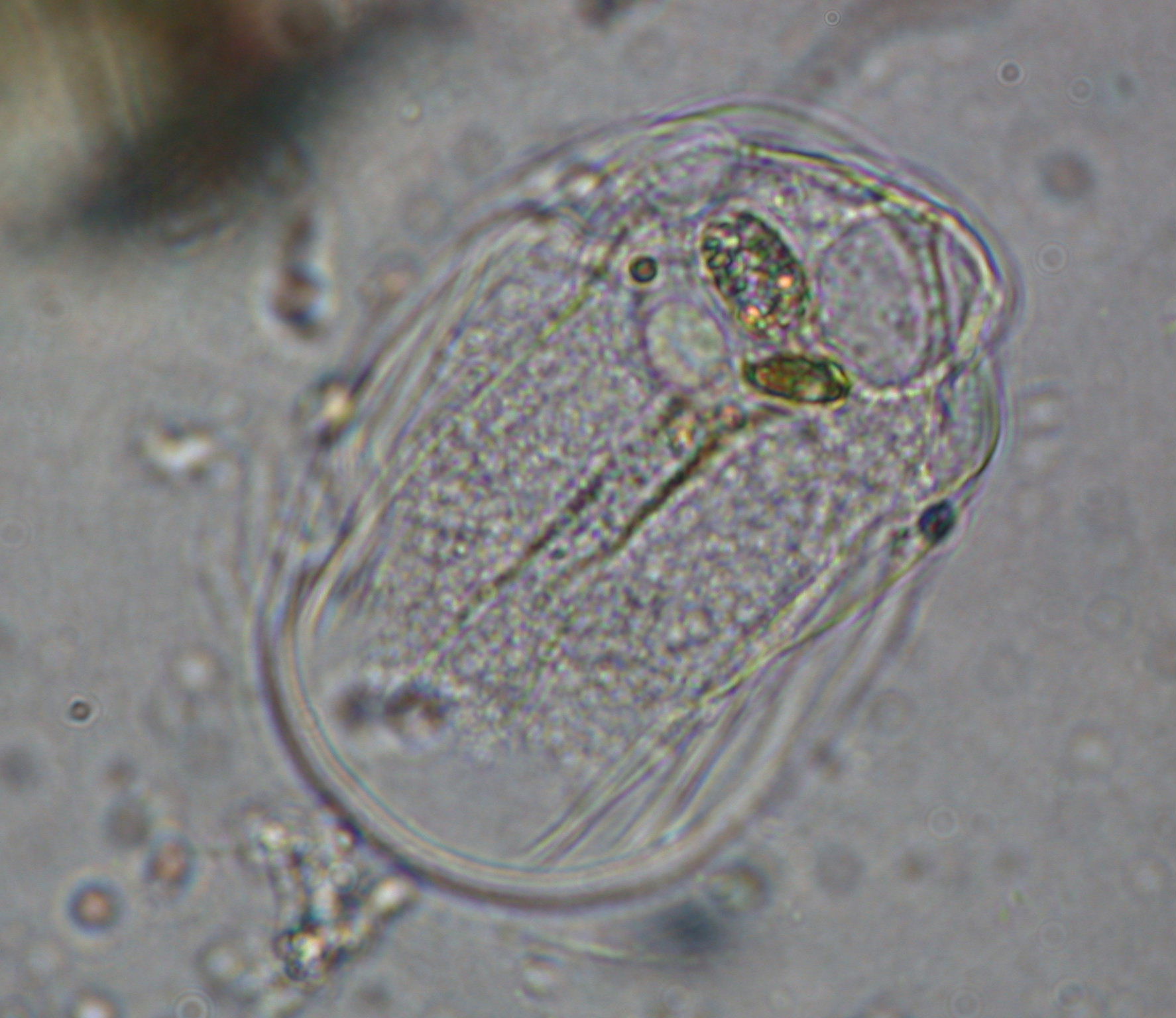
Lamelipodios en Thecamoeba
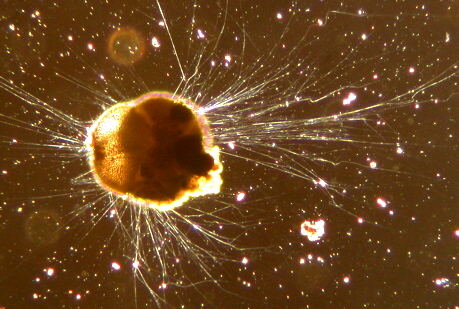
Granulorreticulopodios en un foraminífero